# اینگلبرن، نیو ساوت ولز
اینگلبرن (به انگلیسی: Ingleburn) یک حومه شهر در استرالیا است که در نیو ساوت ولز واقع شده‌است.